# Хобит (роман)
Хобит (енгл. The Hobbit) је роман Џ. Р. Р. Толкина који претходи роману Господар прстенова.
Хобит је један у низу Толкинових романа о Средњој земљи који је завршен 1936. године, а чије се прво издање појавило 1937. године. Првобитно је био написан као дечја књига, која је садржала елементе митологије из Силмарилиона који су касније искоришћени да повежу Хобита са Господаром прстенова.
Радња романа се одиграва у Трећем добу (по Толкиновом рачунању времена), након радње збирке прича Силмарилион, а пре Господара прстенова и говори о хобиту Билбу Багинсу и његовим сапутницима на путовању до Самотне планине, сукобу са змајем Шмаугом, и повратку кући.
Књигу је на српском језику први пут објавила издавачка кућа Нолит 1975. године, у преводу Мери и Милана Милишића.

## Радња
Билбо Багинс је хобит који ужива у свом угодном, мирном животу и ретко путује даље од оставе у својој хобитској рупи у завичају. Једног дана, чаробњак Гандалф га превари да организује забаву за Торина Храстоштита и његову групу од дванаест патуљака (Двалин, Балин, Кили, Фили, Дори, Нори, Ори, Оин, Глоин, Бифур, Бофур и Бомбур) који певају о њиховом повратку на Самотну планину и о њеном огромном благу, које је заузео змај Шмауг. Када се музика заврши, Гандалф открива Тророву мапу која приказује тајна врата у Планину и предлаже да се Билбо придружи експедицији као „обијач”. Патуљци се подсмевају тој идеји, али Билбо, огорчен, одлучује да им се придружи.
Група путује у дивљину, где Гандалф спашава дружину од тролова и води их до Ривендала, где Елронд открива још тајни са карте. Када покушају да пређу Маглене планине, хватају их гоблини и одводе дубоко под земљу. Иако их Гандалф спашава, Билбо се одваја од осталих док беже од гоблина. Изгубљен у гоблинским тунелима, наилази на мистериозни прстен, након чега се суочава Голума, са којим започиње игру загонетки. Као награду за решавање свих загонетки, Голум ће му показати пут из тунела, али ако Билбо не успе, његов живот ће бити изгубљен. Уз помоћ прстена, који пружа невидљивост, Билбо бежи и придружује се патуљцима, побољшавајући своју репутацију код њих. Гоблини и варге их јуре, али орлови спашавају дружину, након чега се одмарају у кући мењача коже Беорна.
Дружина улази у Мрку шуму без Гандалфа. У шуми, Билбо прво спасава патуљке од џиновских паукова, а затим из тамница Шумских виловњака. Приближавајући се Самотној планини, путнике дочекују људски становници Језерграда, који се надају да ће патуљци испунити пророчанства о Шмауговој смрти. Експедиција путује до Самотне планине и проналази тајна врата; Билбо извиђа змајеву јазбину, откривајући пукотину у Шмауговом оклопу. Разјарени змај, закључујући да је Језерград помогао уљезу, креће да уништи град. Дрозд је чуо Билбоов извештај о Шмауговој рањивости и пријавио га бранитељу Језерграда, Барду. Бардова стрела проналази шупље место и убија змаја.
Када патуљци заузму планину, Билбо проналази Светокамен, наследство Торинове породице, и сакрива га. Шумски виловњаци и људи из Језерграда опседају планину и траже накнаду за помоћ, одштету за уништавање свог града и решавање старих потраживања на благо. Торин одбија и, позвавши родбину са Гвоздених брда, појачава свој положај. Билбо покушава да му понуди Светокамен како би спречио рат, али Торин је само бесан због издаје. Протерује Билба, а битка се чини неизбежном.
Гандалф се поново појављује да би упозорио све на војску гоблина и варги која се приближавала. Патуљци, људи и вилењаци се удружују, али тек благовременим доласком орлова и Беорна успевају да остваре победу у Бици пет армија. Торин је смртно рањен и мири се са Билбом, након чега умире.
Билбо прихвата само мали удео свог дела блага, не желећи и немајући потребу за више, али ипак се враћа кући као врло богат хобит отприлике годину и месец дана након што је први пут отишао.

## Ликови
Билбо Багинс, главни јунак, је поштован, уздржан и добростојећи хобит — раса која личи на ниске људе са длакавим стопалима који живе у подземним кућама и углавном се баве пољопривредом и баштованством. Гандалф, путујући чаробњак, упознаје Билба са групом коју чини тринаест патуљака. Торин Храстоштит је поносни, помпезни вођа ове групе патуљака и наследник уништеног краљевства патуљака које се налазило испод Еребора. Змај Шмауг је давно опљачкао краљевство Ториновог деде и спава на огромном благу.
Радња укључује мноштво других ликова различитог значаја за наратив, као што су дванаест других патуљака из групе; два типа вилењака; људи; тролови људождери; дивови; зли гоблини који живе у пећинама; џиновски пауци који живе у шуми који умеју да говоре; огромни и храбри орлови који такође говоре; зли вукови, или варгови, који су у савезу са гоблинима; мурац Елронд; створење Голум; Беорн, човек који може да преузме облик медведа; и Бард Боуман, суморни али часни стрелац Језерграда.